# Françoise-Jacqueline Schreuder
Françoise-Jacqueline Schreuder, född 1750, död 1838, var en nederländsk dansare och sångare. 
Hon var dotter till den nederländska skådespelaren Frederik Schreuder och den franska ballerinan Antoinette Malterre och liksom sina syskon, Louise, Jacques-François, Frédéric-Pierre och Louis-Frédéric verksam i sina föräldrars franskspråkiga balett- och operasällskap ‘de kinderen van (mon)sieur Frederic’, som uppträdde vid Amsterdamse Schouwburg och turnerade Nederländerna 1759-1764. 